# Aphaniosoma blascoi
Aphaniosoma blascoi är en tvåvingeart som beskrevs av Miguel Carles-Tolrá 2001.
Aphaniosoma blascoi ingår i släktet Aphaniosoma och familjen gulflugor. Artens utbredningsområde är Spanien. Inga underarter finns listade i Catalogue of Life.